# El Tatio
El Tatio je skup gejzira koji se nalaze sjeverno od San Pedra de Atacame. Najveća aktivnost gejzira vidi se u zoru prije izlaska Sunca kada je najveća razlika između vanjske temperature, koja može biti i do -20 °C, i vode koja ključa već pri 85 °C zbog nadmorske visine (4337 m). Iz utrobe žućkasto-zelene doline izlazi proključala voda i stvara stupove vodene pare visoke i do 10 m, tvoreći neobične geološke oblike. Dolina je okružena dvama vulkanima (Tatio i Linzor). Na sredini doline nalaze se ostatci ogromne metalne konstrukcije i cijevi, pokušaja iz 60-ih godina da se iskoriste geotermalni izvori. Na južnom kraju doline nalazi se termalni bazen bogat sumporom u kojem se može kupati i uživati u toplini dok je vani temperatura malo iznad nule.